# Bucchianico
Bucchianico – miejscowość i gmina we Włoszech, w regionie Abruzja, w prowincji Chieti.
Według danych na rok 2004 gminę zamieszkiwały 4933 osoby, 129,8 os./km².
Miejsce urodzenia św. Kamila de Lellis (1550-1614) prezbitera i założyciela Zakonu Kleryków Regularnych Posługujących Chorym (Kamilianów). Jego wspomnienie Kościół katolicki obchodzi w dniu 14 lipca. W kościele św. Urbana znajduje się grobowiec tego papieża. Co roku w maju odbywa się ku jego czci barwna procesja.